# Giovanni Camillo Gloriosi

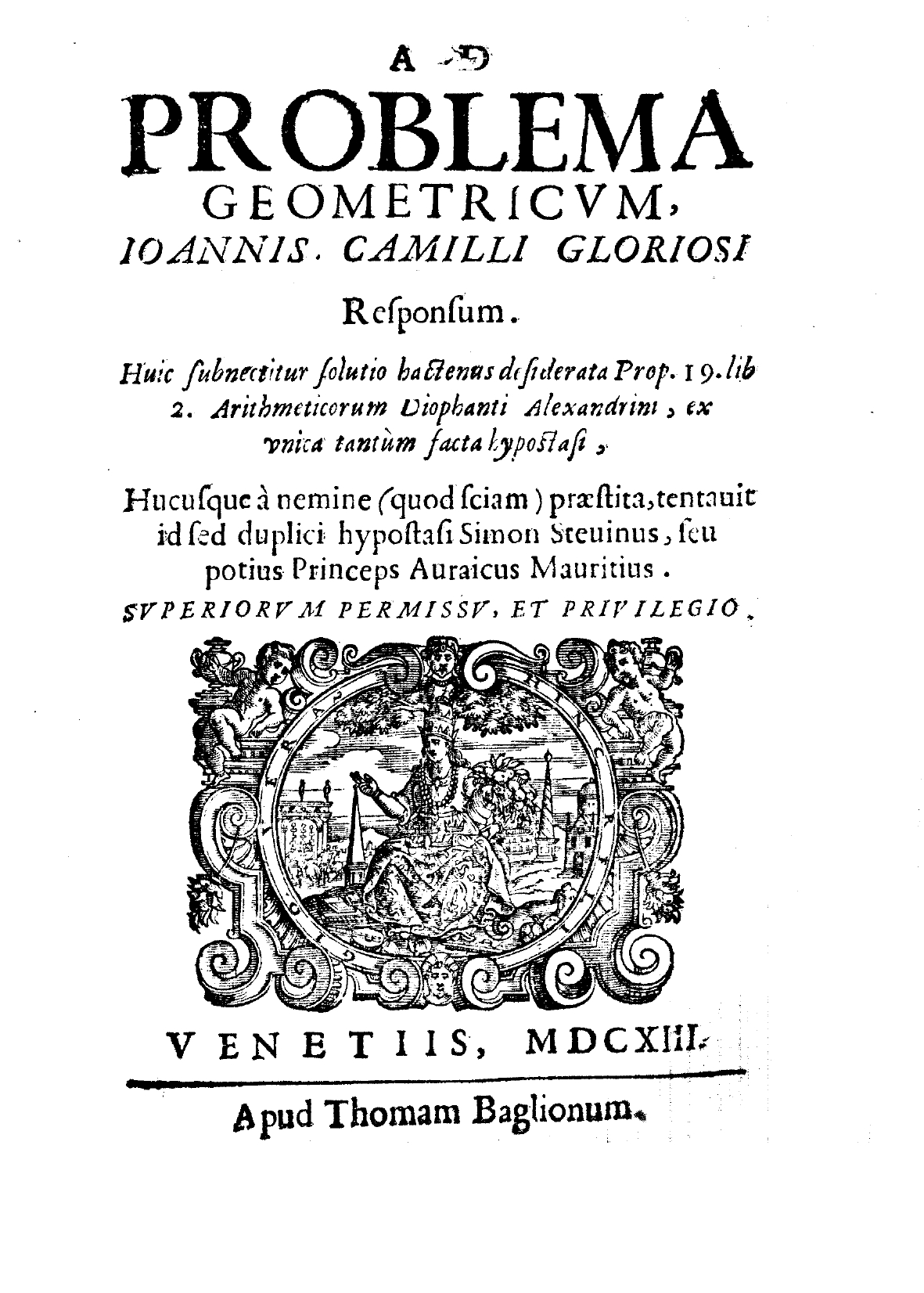
Ad problema geometricum responsum, 1613

Giovanni Camillo Gloriosi, auch Glorioso, (* 1572; † 8. Januar 1643 in Neapel) war ein italienischer Mathematiker und Astronom.
Er wurde möglicherweise in Gauro im Gebiet von Montecorvino Rovella (Giffoni) nahe Salerno geboren und studierte am Jesuitenkolleg in Neapel mit Abschlüssen in Philosophie und Theologie. Schon damals lag sein Hauptinteresse in der Astronomie und Mathematik, in der er die Werke von Christophorus Clavius studierte. Glorioso suchte ab 1604 brieflich Kontakt zu Galileo Galilei. Ab 1606 ging er in die Republik Venedig, wo er in Padua hoffte neben Galilei Vorlesungen halten zu können. Er hatte  neben Galilei Kontakte unter anderem mit Marinus Ghetaldus, mit dem er sich ab 1614 befreundete, und korrespondierte mit Antonio Santini. Er gab Privatunterricht und befasste sich mit den neuen algebraischen Verfahren von François Viète.
Gloriosi bewarb sich erfolgreich ab 1610 um die Nachfolge Galileis auf dessen Lehrstuhl in Padua und erhielt diesen mit der Fürsprache Galileis 1613 – und das obwohl Gloriosi 1610 Gerüchte verbreitete, nicht Galilei, sondern Michel Coignet sei der Erfinder des Proportionalzirkels. Er blieb bis 1622 auf dem Lehrstuhl und gab ihn dann auf, nachdem er vergeblich auf bessere Bezahlung drängte. 1624 zog er wieder nach Neapel als Privatgelehrter. 1628 bewarb er sich noch auf einen Lehrstuhl in Bologna, zog das aber zurück.
Gloriosi vertrat ein heliozentrisches Weltbild und war mit dem Werk von Johannes Kepler vertraut. Unter seinen astronomischen Beobachtungen sind solche über den Kometen von 1618, dargestellt in zwei Schriften 1619 und 1624. Kometen waren für ihn Himmelskörper auf elliptischen Umlaufbahnen. Sein wichtigstes Werk sind seine Exercitationes, die auch im Ausland (Marin Mersenne, Henry Oldenburg, Christiaan Huygens u. a.) rezipiert wurden. Er wird auch in einem Brief von John Collins als einer der Erneuerer algebraischer Notation gewürdigt (siehe Johannes Geysius).

## Schriften
- Exercitationum mathematicarum decas prima-tertia, in qua continentur varia et theoremata et problemata. Neapel 1627, 1635, 1639.